# Церква святого Архістратига Михаїла (Волиця)
Церква святого Архістратига Михаїла у Волиці — парафія і храм Лановецького благочиння Тернопільської єпархії Православної церкви України в селі Волиця Кременецького району Тернопільської области.

## Історія церкви
У 1991 році на місці старого храму розпочалося будівництво нового. Перший камінь освятив благочинний о. Григорій Хом'як.
Будівництво тривало 14 років. Активну участь у ньому брали парафіяни села Волиця, особливо старости Роман Гоменюк і Сергій Вавринюк. Освячення храму відбулося у 2005 році. Головними меценатами були Лановецький цукровий завод, колгосп та місцеві жителі.
У селі є каплиця з цілющим джерелом, названа на честь святих мучеників Макавеїв. У храмі зберігається Плащаниця Ісуса Христа, якій понад 100 років.

## Парохи
- о. Роман Франчук,
- о. Василь Петрович (з 2001).